# Lambert Sustris

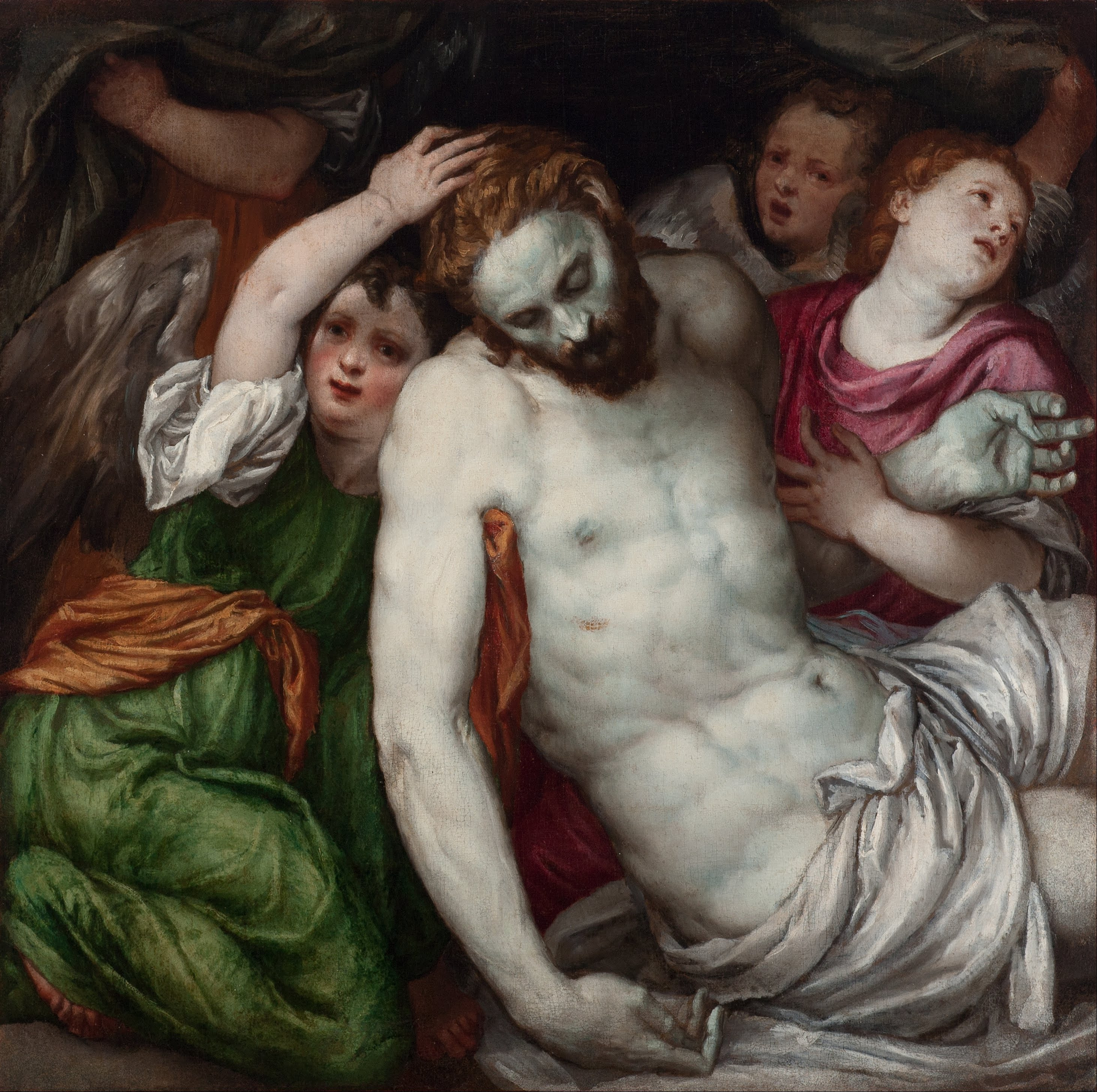
Piedad con ángeles, 83 x 84 cm, Génova, Musei di Strada Nuova.

Lambert Sustris (Ámsterdam, ca. 1515-Venecia ? después de 1591) fue un pintor renacentista holandés establecido en Italia.

## Biografía
Nacido en Ámsterdam en fecha incierta, podría haber iniciado su formación artística con Jan van Scorel. Hacia 1530 se trasladó a Roma y, algo después, a Venecia donde en torno a 1535 entró a trabajar en el taller de Tiziano, ocupado, según Carlo Ridolfi, en la pintura de paisajes. De 1540 a 1543 trabajó en Padua en la decoración mural de palacios y villas, según noticia de Giorgio Vasari, para volver a continuación a Venecia. En 1548 marchó a Augsburgo probablemente acompañando a Tiziano, pintor del emperador Carlos V. En Augsburgo, a donde pudo retornar en 1550-1551 de nuevo en compañía de Tiziano, pintó algunos retratos en un estilo cercano al de este, habiéndosele atribuido incluso el retrato de Carlos V sentado de la Alte Pinakothek de Múnich, comúnmente tenido por obra del maestro de Cadore. Retornado a Venecia, si como parece probable ha de identificarse con el Alberto de Olanda allí documentado hasta 1591, pintó algunos retratos oficiales en sustitución de Tintoretto.
Junto a los retratos, deudores de Tiziano en Augsburgo y de Tintoretto en su última etapa veneciana, su obra historiada se inscribe en la órbita del manierismo veneciano, fundiendo una técnica derivada de Tiziano con las influencias de Tintoretto y de Parmigianino, directamente o a través de Andrea Schiavone, a la vez que sus orígenes nórdicos se manifiestan en el gusto por los paisajes poblados por pequeñas figuras, como se advierte en el Bautismo de Cristo del Museo de Bellas Artes de Caen o en el Paisaje con Júpiter e Io del Museo del Ermitage.
Su hijo, Friedrich Sustris, fue pintor y arquitecto formado en Florencia.